# Acherontides potosinus
Acherontides potosinus är en urinsektsart som beskrevs av F. Bonet 1946. Acherontides potosinus ingår i släktet Acherontides och familjen Hypogastruridae. Inga underarter finns listade i Catalogue of Life.